# Aberafan Maesteg
Aberafan Maesteg est une division électorale britannique créée en 2023 et utilisée à la suite des élections générales de 2024. 
Appartenant à la catégorie des circonscriptions de comté, Aberafan Maesteg est constitué à la suite de la révision périodique des circonscriptions parlementaires de 2023. À partir de l’ouverture de la LIXe législature de la Chambre des communes, le siège est pourvu par le travailliste Stephen Kinnock.

## Histoire
Dans le cadre de la révision des circonscriptions parlementaires de 2023, le rapport final de la commission des limites pour le pays de Galles préconise la création d’Aberafan Maesteg à partir de vingt sections électorales comprises dans quatre circonscriptions existantes : treize relevant de celle d’Aberavon, deux de Bridgend, une de Neath et quatre d’Ogmore.
Aberafan Maesteg est érigé au 29 novembre 2023 comme circonscription de comté par le Parliamentary Constituencies Order 2023 à partir de portions de territoires de deux zones principales, le borough de comté de Bridgend (portion de six sections électorales) et celui de Neath Port Talbot (portion de quatorze sections électorales). Légalement, elle entre vigueur le jour des élections générales de la Chambre des communes suivant la promulgation du décret. Un siège est donc à pourvoir à partir d’élections générales anticipées devant être conduites le 4 juillet 2024,.

## Description

### Toponymie
La circonscription tire son nom de deux agglomérations présentes sur son territoire : Aberafan et Maesteg.

### Données démographiques
Selon le rapport final sur la révision périodique des circonscriptions parlementaires de la commission des limites pour le pays de Galles, la circonscription détient 69 817 électeurs (données 2020) sur une superficie estimée de 397 km2.
D’après le dernier recensement de la population en vigueur (2021) publié par l’Office for National Statistics en 2022, la circonscription admet une population résidentielle totale (all usual residents en anglais) de 92 575 habitants. Aberafan Maesteg comprend plusieurs zones urbanisées (built-up areas en anglais) de plus de 10 000 habitants : Port Talbot (31 555), classée comme « agglomération intermédiaire » ; Maesteg (18 335), Pyle (14 075) et Baglan (10 510), classées comme « petites agglomérations »,.

## Représentation
| Législature | Période                                | Période                                | Membre          | Groupe       | Fonction                                                      |
| ----------- | -------------------------------------- | -------------------------------------- | --------------- | ------------ | ------------------------------------------------------------- |
| LIXe        | En fonction à partir du 4 juillet 2024 | En fonction à partir du 4 juillet 2024 | Stephen Kinnock | Travailliste | Ministre d’État pour la Protection sociale (en) (depuis 2024) |

## Résultats électoraux
| Candidat            | Candidat                                                  | Parti                    | Vote   | Vote   | Vote |
| Candidat            | Candidat                                                  | Parti                    | Voix   | %      | ±    |
| ------------------- | --------------------------------------------------------- | ------------------------ | ------ | ------ | ---- |
|                     | Stephen Kinnock                                           | Parti travailliste       | 17 838 | 49,89  | ND   |
|                     | Mark Griffiths                                            | Réformer le Royaume-Uni  | 7 484  | 20,93  | ND   |
|                     | Colin Deere                                               | Plaid Cymru              | 4 719  | 13,20  | ND   |
|                     | Abigail Mainon                                            | Parti conservateur       | 2 903  | 8,12   | ND   |
|                     | Nigel Hill                                                | Parti vert               | 1 094  | 3,06   | ND   |
|                     | Justin Griffiths                                          | Démocrates libéraux      | 916    | 2,56   | ND   |
|                     | Captain Beany (en)                                        | Indépendant              | 618    | 1,73   | ND   |
|                     | Rhiannon Morrissey                                        | Parti de l’héritage (en) | 183    | 0,51   | ND   |
|                     |                                                           |                          |        |        |      |
| Majorité            | Majorité                                                  | Majorité                 | 10 354 | 28,96  | ND   |
| Transfert de Butler | Transfert de Butler                                       | Transfert de Butler      |        |        | ND   |
|                     |                                                           |                          |        |        |      |
| Corps électoral     | Corps électoral                                           | Corps électoral          | 72 580 | 100,00 |      |
| Abstention          | Abstention                                                | Abstention               | 36 746 | 50,63  | ND   |
| Blancs et nuls      | Blancs et nuls                                            | Blancs et nuls           | 79     | 0,11   | ND   |
| Exprimés            | Exprimés                                                  | Exprimés                 | 35 755 | 49,26  | ND   |
|                     |                                                           |                          |        |        |      |
|                     | Le Parti travailliste remporte le scrutin (nouveau siège) |                          |        |        |      |